# Limbiate
Limbiate (Limbiàa in dialetto milanese, AFI: [lĩˈbjɑː]) è un comune italiano di 35 489 abitanti della provincia di Monza e della Brianza in Lombardia. Con decreto del presidente della Repubblica del 26 marzo 2018 è stato elevato a città.

## Geografia fisica
Limbiate è una cittadina situata a 15/16 km a nord di Milano, 12 km ad ovest di Monza e 23 km a sud di Como in una posizione di confine tra la zona pianeggiante della valle del Seveso a sud-est e l'altopiano della fascia delle Groane a nord-ovest. Circa un terzo della superficie comunale è parte del Parco delle Groane e della Brughiera Briantea.
Dal punto di vista geologico il suo territorio può essere suddiviso principalmente in tre fasce: ad ovest il lembo orientale delle Groane; al centro il terreno pianeggiante e asciutto; ad est la zona sabbiosa vicina al fiume Seveso. Il territorio comunale è anch'esso attraversato longitudinalmente da alcuni corsi d'acqua a carattere torrentizio, come il Lombra e il Garbogera. Lungo il corso di quest'ultimo, permangono residui di alberature di ripa ed ambiti di discreta qualità ambientale.
Il Comune appartiene all'alta pianura milanese, asciutta e poco fertile, pertanto in passato la coltivazione è stata possibile soltanto attraverso l'irrigazione artificiale, si veda il “Laghettone” di Mombello ed il canale Villoresi, che attraversa il comune a sud nella frazione di Pinzano, anche se con mediocri risultati. Tale attività infatti ha presto perso di importanza con i primi decenni del XX secolo sotto lo stimolo di nuovi impulsi, le caratteristiche del terreno si sono infatti rivelate più adatte all´urbanizzazione e l'industrializzazione.
Limbiate è parte della provincia di Monza e della Brianza, istituita l'11 giugno 2004 e divenuta operativa nel giugno 2009, della quale costituisce, amministrativamente e geograficamente, il confine sud-occidentale. L'area della Brianza infatti identifica il suo confine geografico tradizionale nel canale Villoresi a sud e nella fascia delle Groane ad ovest. Considerando la sua posizione geografica e le specificità del territorio della provincia, il Comune di Limbiate è stato designato come sede di un polo istituzionale provinciale di riferimento per l'area ovest così come lo sono Vimercate per l'area est e Monza per l'area centro. Per la sede operativa del polo istituzionale è stata designata l'area di proprietà provinciale di Mombello, comprendente tra l'altro anche la prestigiosa Villa Pusterla.

## Origini del nome
Il nome di "Limbiate" (nel dialetto milanese Limbiaa) sembra derivare da "Lemiate". 
Il toponimo "Lemiate" sembra significare "limite" e stava ad indicare il lembo di terra compreso tra il torrente Garbogera e l'altopiano delle Groane che rappresentava un confine naturale. Il D.Olivieri propone forse più opportunamente la derivazione dal toponimo Terrae Alibiatae (alluvionate) utilizzato in alcune carte piacentine, cui riferirsi appare giustificato per gli allagamenti che colpiscono puntualmente il centro storico del Comune ad opera dal torrente Garbogera in occasione delle piogge intense.

## Storia
Come avvenuto per altre località della Lombardia le origini sono da attribuire ai processi di migrazione celtica di epoca preromana, e successivamente, agli insediamenti dei legionari di Roma, che durante i periodi di non belligeranza con le popolazioni nordiche stabilivano in queste zone i propri accampamenti invernali.
L'antico nome di “Lemiate” è stato rintracciato su un'antica pergamena, datata 17 maggio 859, presso
l'Archivio di Stato di Milano, che ad oggi è la prima "cartula" che si conosca e nella quale si nomini "Lemiate". Il documento tratta di un'azione giudiziaria promossa dal Monastero di Sant'Ambrogio in Milano contro Lupo del fu Adalgiso Schianno, per indebita appropriazione di terreni di proprietà dello stesso monastero. Nella controversia legale viene citato come testimone, tra gli altri, tale Audoaldo de Lemiate. L'indicazione "de Lemiate" affiancata al nome della persona Audoaldo, chiamata quindi con il nome di vico o loco, fa supporre l'esistenza di un paese o località, da cui si potrebbe risalire, già nel periodo alto-medioevale (Longobardo - Franco), all'attuale Limbiate.
Nel XIII secolo, Limbiate compare in una cronaca dove si racconta della missione di tale Alberto Confaloniero,
podestà di Milano sotto la dinastia dei Visconti, che nel 1285 si accampò nei pressi di Lemiate con la milizia che doveva affrontare i comaschi ed i Torriani che avevano preso Castel Seprio.
Negli “Statuti delle acque e delle strade del contado di Milano fatti nel 1346” Limbiate risulta inclusa nella Pieve di Seveso, ne seguì quindi le vicende della stessa e così alla fine del XV secolo la Pieve passò sotto la giurisdizione dei Marliani, e con essa anche Limbiate e Mombello.
Limbiate e Mombello nella Pieve di Seveso nel 1538 erano territori di proprietà di tale Antonio Carcassola che la cedette poi nel 1626 a Bartolomeo Arese. La famiglia Arese, ancora nel XVII secolo era tra i grandi proprietari del territorio limbiatese che ospita, come gran parte della zona, le "case di soggiorno" delle famiglie della nobiltà milanese dell´epoca. Pinzano, invece, faceva parte della Pieve di Bollate.
Nel 1816, con il compartimento territoriale delle province del Regno Lombardo-Veneto, ritornato sotto
il dominio Asburgo d'Austria, il comune di Limbiate, che comprendeva la frazione di Mombello, venne inserito nella provincia di Milano, distretto V di Barlassina.
All'epoca dell'unità d'Italia Limbiate e Mombello formavano un'unica municipalità inserita nel mandamento di Barlassina, circondario di Monza, della provincia di Milano ( al contrario di Pinzano che faceva parte nella contea di Bollate nel circondario di Milano ) . Nel 1869, con RD 11 aprile 1869, n. 5007, si unì a questi il soppresso comune di Pinzano, che era sempre rimasto comune autonomo ad eccezione di una breve parentesi tra il 1809 e il 1816, in cui fu aggregato a Senago.
Nel 2009, la città cambiò la provincia da quella di Milano a quella appena istituita di Monza e della Brianza, cambiando, nel 2010, CAP, da 20051 a 20812.

### Simboli

Gonfalone civico

Un primo stemma del comune apparve nel 1922, ed è descritto in una lettera del 29 aprile 1928 inviata dal podestà Luigi Capuano all'Ufficio Araldico del Ministero dell’Interno. L'emblema era inizialmente diviso in tre campi: uno superiore bianco con la lettera L, uno centrale costituito da una fascia dorata e il terzo azzurro.
Il 17 marzo 1934 venne presentata domanda di concessione ufficiale ma nel 1940 il podestà Maggi chiese lo studio di un nuovo stemma poiché la richiesta avanzata alla Consulta Araldica non aveva ricevuto risposta.
Lo stemma si presentava di azzurro, alla fascia d'argento, caricata di due torte di rosso, accompagnata in capo da un volo d'argento e in punta dalla lettera L maiuscola dello stesso; al capo del Littorio. Il gonfalone era un drappo di giallo. 
La pratica rimase in sospeso sino al 12 luglio 1966 quando il presidente della Repubblica Giuseppe Saragat emanò il decreto di concessione che ufficializzava lo stemma e il gonfalone di Limbiate.
Lo stemma araldico del Comune di Limbiate ha caratteristiche di natura storica e contiene alcuni elementi degli stemmi delle famiglie che sono state feudatarie del territorio. Limbiate era parte del feudo della Pieve di Seveso i cui feudatari sono stati prima i nobili milanesi Carcassola — dal 1538 al 1627 — e poi gli Arese. All'interno dello stemma araldico comunale partendo dell'alto troviamo in campo rosso una L dorata, iniziale dell'antico nome di Lemiate; è poi presente in campo azzurro la figura del volo abbassato, due ali di uccello congiunte, questa figura, tratta dallo stemma della famiglia Arese (d'argento, al volo abbassato di nero; al capo dell'Impero), è presente anche in altri stemmi dei comuni della pieve come ad esempio Cesano Maderno e Lazzate.
Subito sotto si trovano delle figure tonde e piatte che sono due torte tratte dallo stemma dei Carcassola (troncato: nel primo d'argento, all'aquila di nero, coronata d'oro; nel secondo di rosso, alla banda d'argento, accompagnata da due bisanti dello stesso), anche questa figura è presente nello stemma di un altro comune, Solaro, già parte della stessa pieve; le torte a differenza dei bisanti sono smaltate con un colore araldico anziché metallico. In basso troviamo infine la figura dell'ape dorata, tipica dell'araldica napoleonica, che dovrebbe alludere al breve soggiorno di Napoleone Bonaparte nel 1797 a Limbiate nella Villa Pusterla Arconati Crivelli.
Il gonfalone è un drappo partito d'azzurro e di bianco.
La bandiera municipale è un drappo partito di azzurro e di rosso caricato dello stemma comunale.

## Monumenti e luoghi d'interesse
- Villa Pusterla Crivelli Arconati: sede dell'Istituto Agrario "Luigi Castiglioni". Nel corso della sua esistenza ha ospitato Ferdinando IV di Napoli e Napoleone Bonaparte. All'interno della villa furono prese importanti decisioni storiche come la creazione della Repubblica Cisalpina, la fine della Repubblica di Venezia, la caduta di Genova e furono preparate le basi per il trattato di Campoformio. Nella cappella privata, il 14 giugno 1797 fu celebrato il matrimonio tra Paolina Bonaparte ed il generale Leclerc.[17]
- Ex Manicomio di Mombello: L'Ospedale Psichiatrico di Mombello, noto anche come Ospedale Psichiatrico "Giuseppe Antonini di Limbiate", era il più grande manicomio d'Italia, con una superficie di 40.000 mq (430.000 piedi quadrati) con più edifici posti a formare un "piccolo villaggio". Inaugurato ufficialmente nel 1878, fu l'ultimo ospedale psichiatrico a essere chiuso dopo l'approvazione della Legge Basaglia nel 1978 ed ospitò tra gli altri: il figlio illegittimo di Mussolini Benito Albino, il pittore Gino Sandri ed il fotografo e cineasta Luca Comerio. La struttura si trova nel complesso di Villa Pusterla-Crivelli, la villa settecentesca realizzata nel 1754 dall'architetto Francesco Croce, che adottò uno stile architettonico medievale. L'ospedale, dopo l'ampliamento nel 1878, aveva diverse divisioni per i pazienti e una biblioteca per medici e pazienti che aveva anche orti coltivabili e sarti. Il manicomio è stato costruito secondo le idee di Philippe Pinel e di suo figlio Scipion Plein in cui supponeva che gli ospedali psichiatrici dovessero essere situati in piccoli villaggi per ottenere risultati migliori con i pazienti.

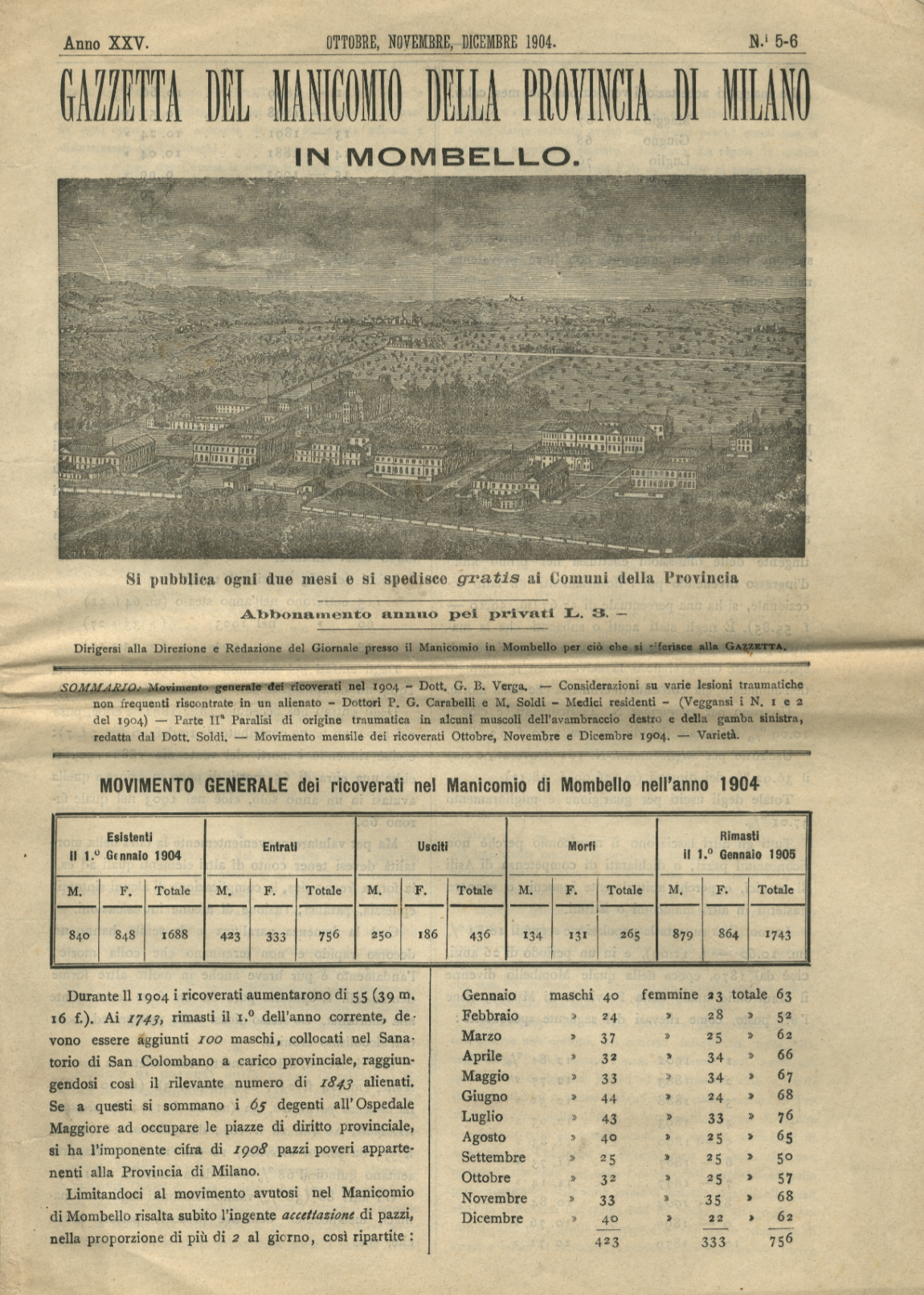
Gazzetta del Manicomio della Provincia di Milano a Mombello, edizione ottobre - dicembre 1904

- Città satellite parco divertimenti ( o conosciuta come Greenland ) era un parco divertimenti che sorgeva all'interno del Parco delle Groane. nato nel 1965 grazie ad un’idea di Giuseppe Brollo che concesse il terreno su progetto di Simeone Sardena: un gigantesco luna park fisso su un’area di 375.000 m², creato nello stesso periodo in cui nacque Gardaland. Inizio il suo declino negli anni 2000 e chiude definitivamente nel 2009.
- Ingresso di Greenland (Città satellite)

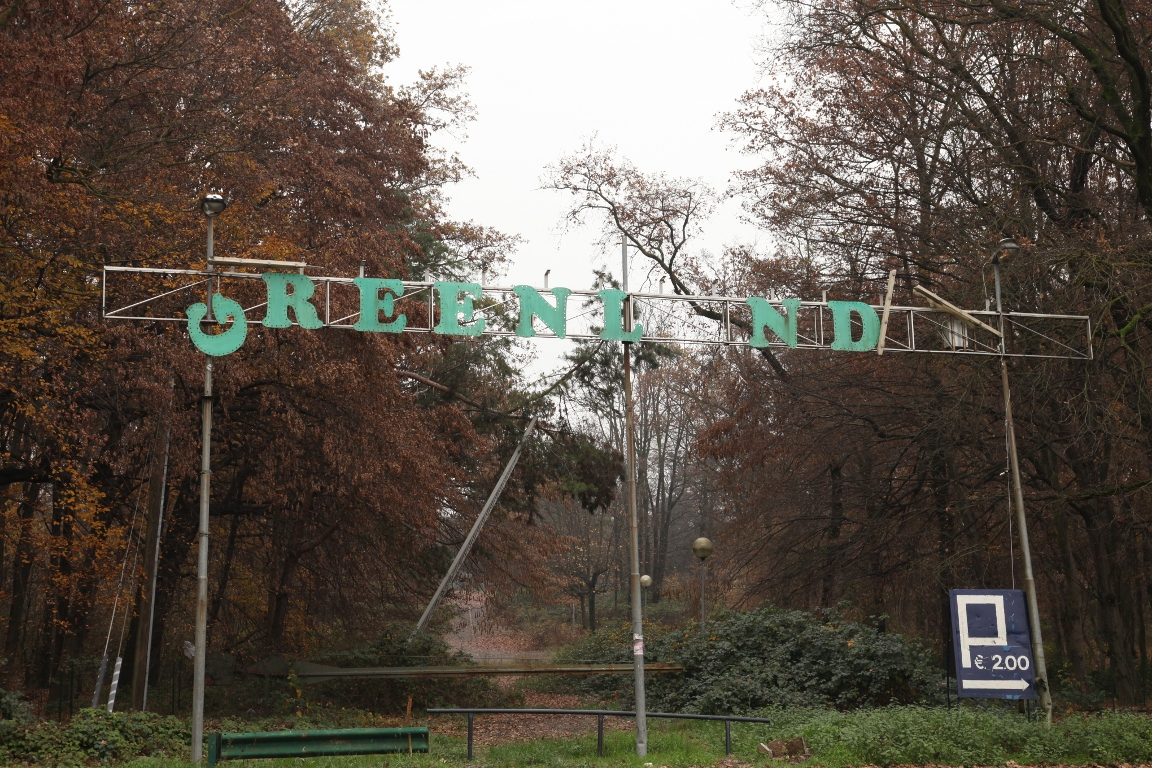
Ingresso di Greenland (Città satellite)

- Villa Medolago-Attanasio, situata nella frazione di Ceresolo, fu costruita tra il 1760 e il 1764. La forma è ad "U", tipica delle ville lombarde. L'architetto Giuseppe Antonio Bianchi, per realizzare l'attuale struttura, intervenne su delle costruzioni preesistenti site sui territori acquisiti da parte della famiglia committente Molinari.[18][19]
- Villa Mella, situata nel centro abitato e nata come cascina rurale, fu ricostruita a partire dal 1842 per il volere della famiglia Bazzero. Nel 1979 fu acquisita dal Comune che la riconvertì in biblioteca comunale. Salendo per una collinetta nei pressi di Villa Mella inizialmente si poteva accedere ad una zona che non fu ristrutturata. Attualmente la zona è a rischio di crollo e non vi è più possibile accedervi.

## Società

### Evoluzione demografica
Abitanti censiti

### Etnie e minoranze straniere
Secondo le statistiche ISTAT al 1º gennaio 2022 la popolazione straniera residente nel comune era di 4.284 persone, pari al 12,3% della popolazione.
Le nazionalità maggiormente rappresentate in base alla loro percentuale sul totale della popolazione residente erano:
• Romania : 816
• Albania : 413
• Pakistan : 390
• Marocco : 372
• Bangladesh : 354
• Egitto : 275
• Ucraina : 158
• Turchia : 100
• Moldavia : 88

## Geografia antropica
Nei confronti dell'ambito territoriale confinante, Limbiate si colloca fra l'insieme dei centri abitati disposti lungo la vecchia Strada statale dei Giovi, posta a est, ove l'urbanizzazione si presenta molto compatta e la zona delle Groane, ad ovest, caratterizzata invece da un'urbanizzazione molto più discontinua.
Quest'ultima caratteristica è stata mantenuta durante il principale sviluppo urbano avvenuto a cavallo tra gli anni cinquanta e gli anni sessanta del XX secolo con la massiccia immigrazione dal meridione e dal nord-est del paese, portando a Limbiate famiglie di lavoratori attratte dalle vicine industrie in cerca di manodopera come l'Alfa Romeo, l'Autobianchi e la SNIA.
Oltre all'abitato principale esistono altri due nuclei storici che si unirono in epoche successive a formare la odierna cittadina: Mombello e Pinzano.
L'urbanizzazione discontinua ha fatto sì che intorno ai principali nuclei storici di Limbiate, di Mombello e di Pinzano sorgessero diversi villaggi diventati poi frazioni , località o quartieri del comune:
- Quartiere San Francesco , noto anche “Villaggio Risorgimento “ andato in disuso
- Quartiere Ceresolo;
- Villaggio dei Giovi, in passato noto come “Case Sparse”
- Villaggio dei Fiori;
- Villaggio del Sole, il quale è la parte limbiatese del villaggio Brollo del comune di Solaro.

## Infrastrutture e trasporti
Limbiate è servita sia dal sistema viabilistico della SS527 Bustese (Monza-Saronno) sia da diverse linee di trasporto pubblico (Tranvia Milano-Limbiate, in ricostruzione dal 2024 dopo la sua chiusura nel 2022) o dalla sua sostitutiva, il pullman 165 per Comasina M3. 

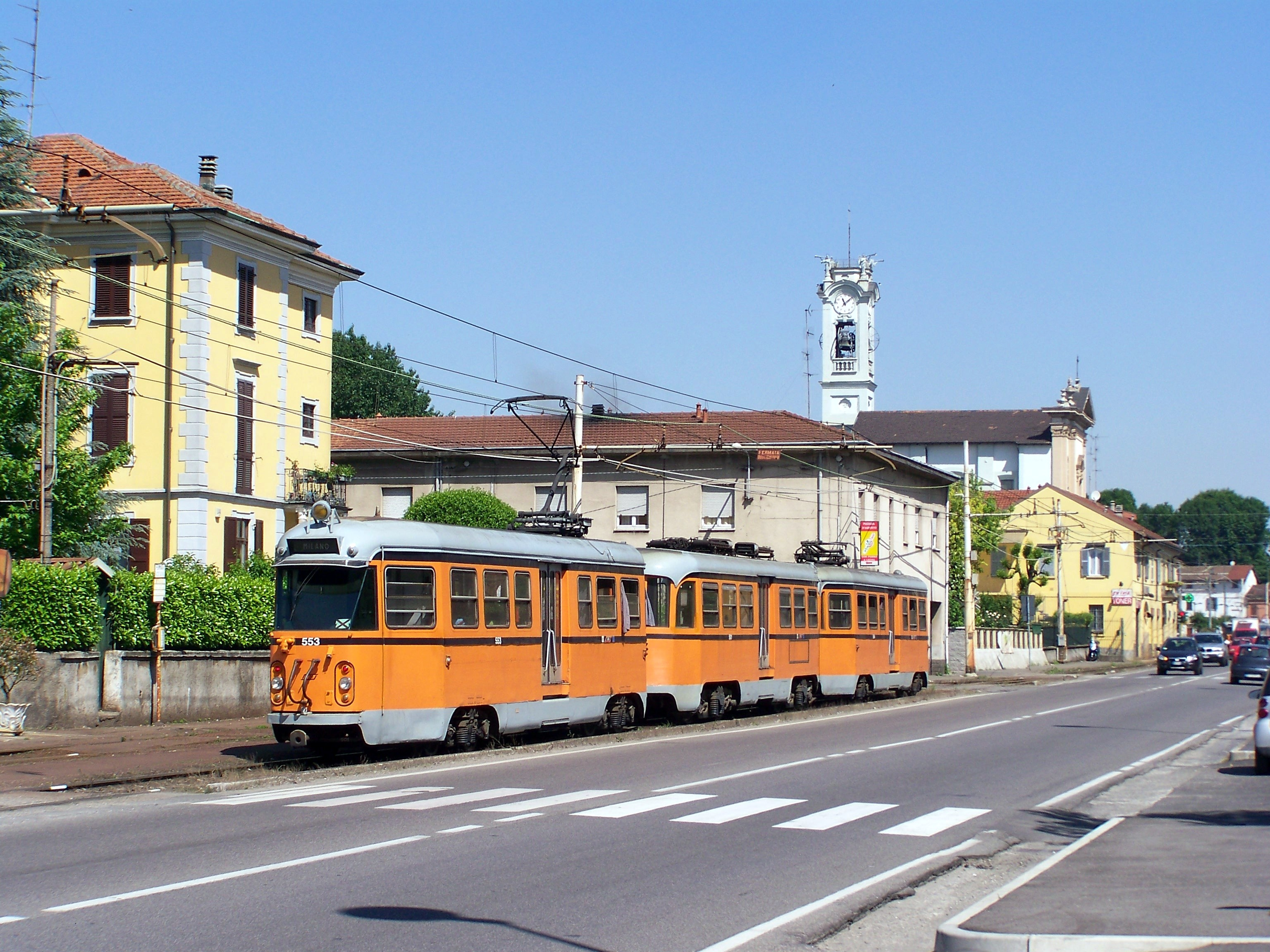
Tram 179 Limbiate-Milano

## Mobilità urbana
Limbiate si colloca in una posizione strategica sia per la Provincia di Monza e della Brianza sia per la Città Metropolitana di Milano, costituendo di fatto un punto di cerniera tra le due.
Inoltre limbiate è collegata con Monza e Milano e con i Comuni limitrofi da diverse autolinee interurbane gestite dalle società ATM, Autoguidovie e Airpullman. Vicino alle frazioni di Mombello e Villaggio dei Giovi si trovano rispettivamente le stazioni di Bovisio Masciago-Mombello e quella di Varedo, servite entrambe dalle linee S2 e S4 di Trenord.

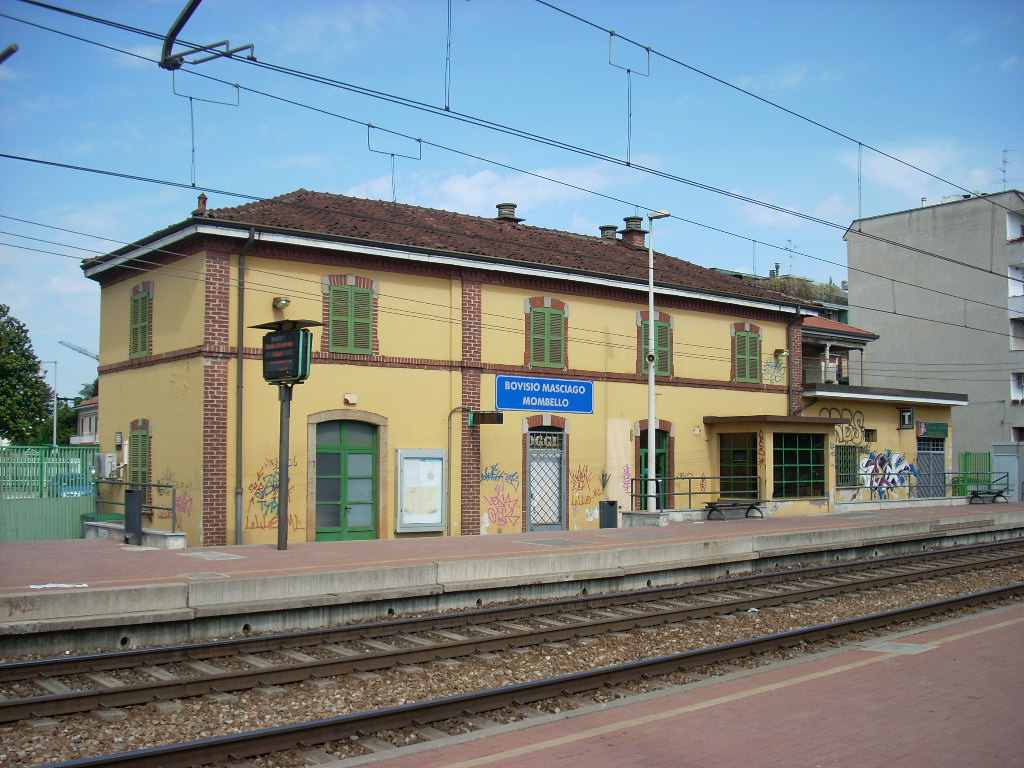
Stazione di bovisio masciago-mombello

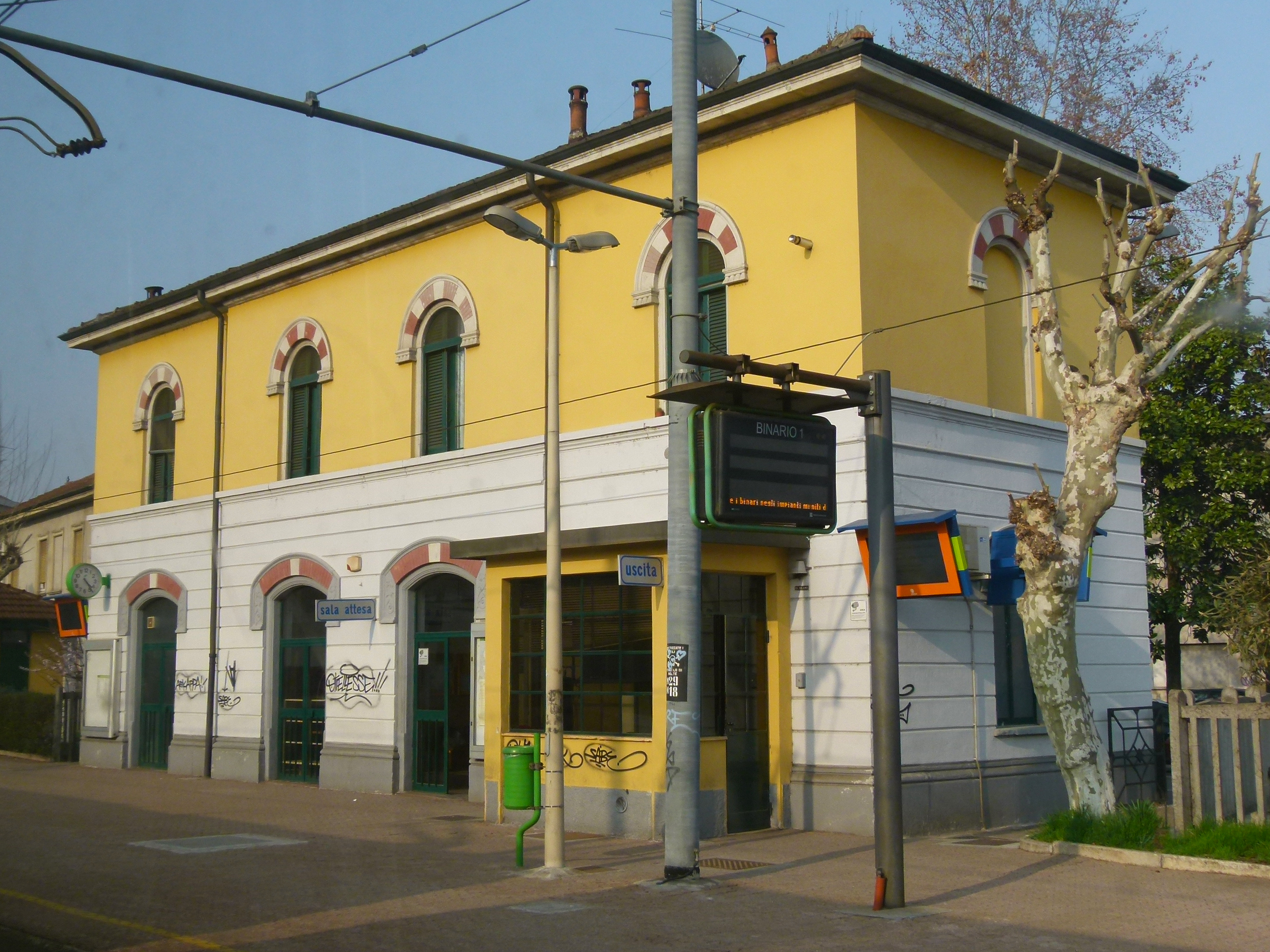
Stazione di Varedo

## Amministrazione
| Periodo          | Sindaco                | Partito               | Coalizione                               |
| ---------------- | ---------------------- | --------------------- | ---------------------------------------- |
| 2001 - 2006      | Antonio Domenico Romeo | Forza Italia          | FI, Lega Nord, AN, CCD-CDU, Lista civica |
| 2006 - 2011      | Antonio Domenico Romeo | Forza Italia, poi PdL | FI, UdC, AN, Lega Nord, Lista civica     |
| 2011 - 2016      | Raffaele De Luca       | Partito Democratico   | PD, SEL, PRC, IdV, Lista civica          |
| 2016 - 2021      | Antonio Domenico Romeo | Forza Italia          | FI, Lega Nord, FdI-AN, UdC, Lista Civica |
| 2021 - in carica | Antonio Domenico Romeo | Forza Italia          | FI, Lega Nord, FdI, Lista Civica         |